# Sphingomima excavata
Sphingomima excavata är en fjärilsart som beskrevs av Claude Herbulot 1979. Sphingomima excavata ingår i släktet Sphingomima och familjen mätare. Inga underarter finns listade i Catalogue of Life.